# Howard Gardner
Howard Gardner (Scranton, Pennsilvània, 11 de juliol del 1943) és un psicòleg americà conegut per la seva teoria de les intel·ligències múltiples. Va qüestionar la noció tradicional d'intel·ligència i sostenia la teoria que l'ésser humà no té una sola capacitat que es pugui anomenar amb aquest terme, sinó que conté intel·ligències múltiples. Cada persona en té unes de més desenvolupades que les altres, per la qual cosa l'aprenentatge ha de mirar de promocionar les aptituds naturals i compensar les mancances en els altres camps amb estratègies adaptatives. Ha destacat també en la recerca de psicologia social, i s'ha especialitzat en conductes com l'altruisme.

## Biografia
Howard Gardner és fill de Ralph Gardner i Hilde Weilheimer (família acomodada però no adinerada), immigrants jueus que van fugir d'Alemanya als Estats Units després de la Kristallnacht el 9 de novembre de 1938, abans de la segona guerra mundial.
El 1935, va néixer Eric Gardner, fill primogènit del matrimoni. El gener de 1943, quan Hilde Weilheimer estava embarassada de tres mesos d'en Howard, Eric va morir deprés d'un fatídic accident en trineu. Segons la seva autobiografia, els seus pares s'haurien suïcidat si la seva mare no hagués estat embarassada. L'ocultació dels motius de la mort accidental del seu germà i les pèrdues de la seva família a l’Holocaust van ser dos fets que van dominar la seva infància.
La infantesa, remarcablement positiva la va passar acompanyat de la seva germana Marion (9 de març del 1946) i de la música del piano. Encara que era talentós, va deixar les classes formals a l'adolescència però va seguir tocant i ensenyant esporàdicament (1958-1969). Avui en dia, la música queda important a la seva vida.
Es descriu com una persona feliç addicta al treball i molt afortunada. Passa el seu temps lliure amb la família, un grup molt unit que comprèn diverses generacions. Del seu primer matrimoni té tres fills: Kerith (1969), Jay (1971), Andrew (1976) i amb Ellen Winner, la seva parella actual, en Benjamin (1985). També té quatre nets: Oscar (2005), Agnes (2011), Olivia (2015) i Faye Marguerite (2016).

### Carrera
Va ser el primer membre de la família a assistir a la universitat. Quan tenia divuit anys, va mudar-se a Massachusetts i va entrar a estudiar a Harvard, el setembre de 1961, «on va començar la seva educació real». Va estudiar història, sociologia i psicologia.
Va ser atret a la psicologia del desenvolupament pels autors Jean Piaget que descriu com la major influència intel·lectual a la seva vida i Jerome Bruner. Més tard es va interessar pel desenvolupament cognitiu amb especial interès per les capacitats simbòliques humanes. Va graduar-se el 1965. Després de passar un any de postgrau com a becari a la London School of Economics va decidir continuar estudis en psicologia del desenvolupament a Harvard. Va enfocar el seu treball post doctoral en neurologia i neuropsicologia i va seguir programes complementaris d'investigació empírica en desenvolupament cognitiu i neuropsicologia.
És a dir, va canviar de la psicologia clínica a la psicologia del desenvolupament, més tard a la neuropsicologia i als estudis educatius, i actualment a la recerca en ciències socials. També fa de comentarista sobre assumptes públics.
Com a estudiant, Gardner va treballar amb el psicoanalista Erik Erikson. També va treballar estretament amb el psicolingüista Roger Brown, l'epistemòleg Nelson Goodman i el neuròleg Norman Geschwind, que van transformar el seu desenvolupament intel·lectual.

## Teoria i crítica
Al voltant de 1980, el treball empíric de Gardner va culminar en la postulació de la teoria de les intel·ligències múltiples, per la qual és més conegut. Encara que aquesta teoria va ser concebuda com una contribució a la psicologia, la seva major influència ha estat en l'educació. En la dècada dels anys 1990, va començar a treballar amb altres dos psicòlegs, Mihaly Csikszentmhayli i William Damon, per investigar qüestions d'ètica professional. Més tard, van ser membres fundadors de l'anomenat Project Zero. En diu: «La major influència en la meva trajectòria intel·lectual durant les últimes tres dècades ha estat exercida per les persones amb les que he tingut el privilegi de treballar en el Project Zero.»
En mantenir la seva estreta relació amb Harvard, que considera literalment com la seva alma màter. Hi va esdevenir catedràtic de cognició i educació a la Harvard Graduate School of Education i professor adjunt de psicologia i director general del Harvard Project ZERO.
Va investigar principalment la intel·ligència, creativitat, lideratge… que no pas els processos bàsics de la percepció, la memòria o l'aprenentatge i es podria dividir en quatre fases: 
1. Estudi del desenvolupament de la ment
2. Descomposició d'aquesta
3. Com s'organitzen la ment
4. Actualment, com canvien i com canviar-les de manera productiva per a la societat i el planeta.[1]

És conegut com l'individu que, a principi dels anys vuitanta, argumentava que els éssers humans són millor descrits com a posseïdors de diverses capacitats intel·lectuals que no per tenir una única intel·ligència universal (el factor g). Per elecció, Gardner no ha assumit grans funcions editorials o professionals. Es veu a si mateix principalment com un erudit independent i un intel·lectual públic que ha tractat de comprendre la ment humana en tota la seva riquesa i complexitat.

## Teoria de les intel·ligències múltiples
Howard Gardner és conegut mundialment per la seva teoria de les intel·ligències múltiples desenvolupada al llibre Frames of mind, publicat a l'any 1983.
Gardner defineix la intel·ligència com un potencial biopsicològic per a processar informació que es pot activar en un entorn cultural per resoldre problemes o crear productes que són de valor en una cultura.
Segons l'article «The theory of multiple intelligences: a case of missing cognitive matter- response to Nicholas Allix», publicat a la revista Australian journal of education, va crear aquesta teoria per tal d'aconseguir tres objectius:
1. Criticar la perspectiva predominant que hi havia sobre la intel·ligència general o factor g.
2. Suggerir una alternativa més rica per a la conceptualització de l'intel·lecte humà.
3. Ajudar a tenir una nova perspectiva i noves implicacions a l'ambient educatiu.[5]

Segons aquesta teoria, també diu que la intel·ligència no es pot determinar com un concepte unitari sinó que hi ha diverses intel·ligències, específiques i en un inici es pensava que eren independents, però després s'ha vist que estan relacionades entre elles. A més a més, totes són igual d'importants però, cadascú té unes intel·ligències més desenvolupades que altres i unes més limitades.
Tot i que considera que la intel·ligència té un component genètic, destaca sobretot la influència de l'ambient, com les experiències i l'educació rebuda que poden potenciar cadascuna de les intel·ligències. Howard Gardner en va destacar les següents:
1) Lingüística: fa referència a la capacitat de conèixer el llenguatge i l'expressió verbal, l'ús de les paraules per comunicar i expressar emocions. Utilitza ambdós hemisferis cerebral, però sobretot les àrees específiques dites de Broca i Wernicke. Destacaria per exemple en escriptors, polítics, periodistes…
2) Lògica matemàtica: aquesta s'utilitzaria per resoldre problemes de lògica, construir solucions, estructurar deduccions i fonamentar-les amb fonaments sòlids. Està vinculat sobretot l’hemisferi esquerre del cervell. Destacaria en científics, informàtics, economistes…
3) Musical: es troba vinculada a l'habilitat per ser sensible al ritme, al to i al timbre així com apreciar i saber expressar formes musicals. En aquest cas està més vinculat l’hemisferi cerebral dret. Destacarien els compositors, músics, cantants…
4) Espacial: està lligada a tenir unes bones representacions mentals del món que els envolta, amb una bona imaginació i facilitat pels sistemes simbòlics. També s'utilitzaria més l'hemisferi dret, en aquest cas. Destacaria en arquitectes, dissenyadors, mariners, artistes…
5) Corporal-cinestèsica: està basada en l'ús del propi cos, utilitzant processos tàctils per adquirir informació, dur a terme activitats i resoldre problemes. Es fa èmfasi en l'ús del còrtex motor. Destacarien cirurgians, atletes, ballarins, artesans…
6) Interpersonal: està vinculada a la capacitat d'entendre als altres i comunicar-nos amb ells, d'establir una bona relació per a formar un grup. En aquesta intel·ligència predomina l'ús del lòbul frontal. Destacarien professors, terapeutes, líders religiosos…
7) Intrapersonal: és la capacitat d'entendre’s a un mateix i tenir un bon autoconeixement. També inclou un a tendència a la reflexió. A aquesta intel·ligència predominaria també l'ús dels lòbuls frontals. Destacaria en voluntaris, terapeutes, professors…
8) Naturalista: aquesta destaca per tenir una gran connexió amb la natura, és a dir, tenir facilitat per entendre el món natural. Destacarien biòlegs, jardiners, ecologistes, arqueòlegs…
Les intel·ligències interpersonal i intrapersonal es troben lligades a la intel·ligència emocional. També es parla de la intel·ligència existencial que es donaria si afegim un component religiós o espiritual.
Aquest model ha tingut una àmplia difusió, sobretot a nivell educatiu, tot i que no es troba contrastat empíricament, és a dir, no parteix d'una base científica i manca de validesa interna.

## Influències
- Jean Piaget: influència en l'estudi de la infància, per la seva teoria del desenvolupament de la intel·ligència i la Teoria constructiva de l'aprenentatge. Gardner el considera la seva major influència.
- Claude Lévi-Strauss: influència per la seva teoria antropològica estructural i li ajuda amb el seu primer article.
- Jerome Seymour Bruner: influència per les seves teories de l'aprenentatge i les seves contribucions en la psicologia cognitiva.
- Norman Geschwind: va ser pioner en neurologia de la conducta, l'estudi de com l'arquitectura del cervell dirigeix els pensaments i comportaments.
- Nelson Goodman: creador projecte Zero, el dirigeix Gardner més tard.[8]

## Projectes

### Good Project amb Mihaly Csikszentmihalyi iWilliam Damon
Els objectius:
- Determinar què significa aconseguir un bon treball (excel·lent, atractiu i ètic).

- Iniciatives que treballen amb la investigació de feina, col·laboració, ciutadania…
- Promou l'excel·lència, el compromís i l'ètica en l'educació.
- Preparació dels estudiants per tal que siguin bons treballadors i ciutadans que contribueixin al benestar general de la societat.
- A través de conceptes basats en la investigació i la recerca, ajudar-los a reflexionar sobre els dilemes ètics que sorgeixen en la vida quotidiana i els donen eines per a prendre decisions ben rumiades.[9]

### Gardner i elProject Zero(1972-2000) amb David Perkins
Els objectius:
- Entendre i millorar l'aprenentatge, pensament i creativitat en les arts, humanitats i ciències a nivells individual i institucional.

- Dissenyar avaluacions de l'acompliment.
- Ajudar a educar per la comprensió.
- Utilitzar les intel·ligències múltiples per tal d'aconseguir un programa personalitzat i instruccions per l'ajuda pedagògica.
- Mirar la qualitat dels esforços interdisciplinaris en l'esfera d'educació.[10]

Juntament amb Lynn Brendsen i Wendy Fischman ha dirigit les sessions de reflexió dissenyades per augmentar la compressió i incidència d'un bon treball en joves.
Amb Carrie James investiga les dimensions ètiques provocades per l'ús de nous mitjans digitals.
Noves tasques d'investigació:
- Estudi de la col·laboració eficaç entre les institucions sense ànims de lucre en l'esfera d'educació.
- Estudi de manera nacional i internacional dels conceptes de qualitat.
- Estudi principal de 4 anys de l'experiència tradicional i residencial del col·legi.[11]

### Projecte actual de Gardner (estudi nacional)
- Documenta com els alumnes, professors i pares (entre molts altres) pensen sobre els objectius de la universitat i el valor d'estudiar (remarcant les arts i ciències socials).
- L'estudi busca entendre com aquestes persones veuen els canvis, és a dir, que opinen sobre com pot afectar l'experiència d'estar a la universitat.
- L'objectiu és proporcionar suggeriments sobre com millorar la qualitat de l'educació.[12]

## Obres de Howard Gardner
Ha publicat trenta llibres traduïts a trenta-dos idiomes: 
1. 1973. La recerca de la ment: Jean Piaget, Claude Levi-Strauss, i el moviment estructuralista.
2. 1973. Les arts i el desenvolupament humà.
3. 1975. La ment destrossada.
4. 1979. Psicologia del Desenvolupament: Una introducció.
5. 1980. Gargots artístics: El significat dels dibuixos infantils.
6. 1982. Art, la ment i el cervell: Una aproximació cognitiva a la creativitat.
7. 1983. Estructures de la ment: La teoria de les intel·ligències múltiples.
8. 1985. Una nova ciència de la ment la història de la revolució cognitiva.
9. 1989. Per obrir la ment: pistes xineses al dilema de l'educació contemporània.
10. 1990. L'educació artística i el desenvolupament humà.
11. 1991. La ment no escolaritzada: Com pensen els nens i com haurien d'ensenyar les escoles.
12. 1993. Intel·ligències múltiples: La teoria a la pràctica.
13. 1993. Creació de ments: una anatomia de la creativitat vista a través de la vida de Freud, Einstein, Picasso, Stravinsky, Eliot, Graham, i Gandhi.
14. 1995. Ments principals: Una anatomia del lideratge. Amb la col·laboració de Laskin.
15. 1997. Ments extraordinàries: Els retrats d'individus excepcionals i un examen del nostre caràcter extraordinari.
16. 1997. Mange Intelligensers Paedagogik.
17. 1999. La ment disciplinada: El que tots els estudiants han d'entendre.
18. 1999. La intel·ligència reformulada: Les intel·ligències múltiples per al segle 21.
19. 1999. Intel·ligències Múltiples: entrevistes i assaigs.
20. 2002. Howard Gardner a Hong Kong.
21. 2004. Modificació de la ment: L'art i la ciència de canviar les nostres pròpies ments amb els dels altres.
22. 2005. Les cincs ments del futur: Un assaig educatiu.
23. 2006. El desenvolupament i l'educació de la ment: Les obres completes de Howard Gardner.
24. 2006. Intel·ligència múltiple: nous horitzons.
25. 2006. Howard Gardner sota el foc.
26. 2007. Cinc ments per al futur.
27. 2010. Les teories de la Conferència Internacional dels vius.
28. 2011. La veritat, bellesa i bondat reformulades: L'educació de les virtuts en el segle 21.
29. 2013. La generació App: Com navegar la identitat, la intimitat i la imaginació en un món digital.
30. 2014. Ment, el treball i la vida: Un Festschrift amb motiu del 70 aniversari de Howard Gardner, amb respostes d'Howard Gardner. Amb col·laboració de Kornhaber, M., i Winner, I.[13]

## Premis
1981-  Va rebre una beca MacArthur Prize Fellowship.
1985- Premi de psicologia nacional per excel·lència en els medis i pel seu llibre sobre els marcs de la ment (teoria intel·ligències múltiples).
1987- Premi William James de la American Psychological Association.
1990- Primer nord-americà a rebre el premi Grawemeyer en educació de la Universitat de Louisville.
2000- Va rebre una beca de la Joan S. Guggenheim Memorial Foundation.
2005- Seleccionat com un dels 100 intel·lectuals més influents del món, segons la revista Foreign Policy and Prospect.
2008- Seleccionat com un dels 100 intel·lectuals més influents del món, segons la revista Foreign Policy and Prospect.
2015- Premi Brock International de educació.
Anomenat professor honorari de col·legis i universitats a Bulgària, Grècia, Xile, Xina, Irlanda, Israel, Itàlia, Corea del sud i Espanya.

## Webgrafia
1. Gardner, H. (2015). Howard Gardner. Howard Gardner. From https://howardgardner.com/
2. Harvard (2010). The Good Project. Project Zero. From http://www.pz.harvard.edu/projects/the-good-project
3. Harvard (2015). About. Project Zero. Available at: http://www.pz.harvard.edu/who-we-are/about
4. Gardner, H. (2012). About Howard Gardner. Howard Gardner. Available at: http://howardgardner.com/biography/ Arxivat 2016-01-03 a Wayback Machine.
5. Gardner, H. (2015). Currículum Vitae. Howard Gardner Available at: https://howardgardner01.files.wordpress.com/2015/08/hg-august-2015-short-cv.pdf%5BEnllaç+no+actiu%5D.
6. Gardner, H. (2012). Books. Howard Gardner. Available at: https://howardgardner.com/books/
7. Gardner, H. (2015). Biografia Howard Gardner. Available at: http://myscres.com/howard_gardner.html
8. Gardner, H. (2013). Howard Gardner: “Blessing of Influences”. Harvard Gazette. Available at: http://news.harvard.edu/gazette/story/2013/10/the-mentors-of-howard-gardner/
9. User, S. (2017). Inicio. Inteligenciasmultiples.net. Available at: http://www.inteligenciasmultiples.net/
10. Winner, E. (2012). The History of Howard Gardner. Elles Winner. Available at: https://howardgardner01.files.wordpress.com/2012/06/ellenwinnerbio.pdf Arxivat 2016-03-05 a Wayback Machine.